# Kimberly (Virginia Occidental)
Kimberly es un lugar designado por el censo ubicado en el condado de Fayette en el estado estadounidense de Virginia Occidental. En el Censo de 2010 tenía una población de 287 habitantes y una densidad poblacional de 124,51 personas por km².

## Geografía
Kimberly se encuentra ubicado en las coordenadas 38°8′27″N 81°17′48″O / 38.14083, -81.29667. Según la Oficina del Censo de los Estados Unidos, Kimberly tiene una superficie total de 2.31 km², de la cual 2.31 km² corresponden a tierra firme y (0%) 0 km² es agua.

## Demografía
Según el censo de 2010, había 287 personas residiendo en Kimberly. La densidad de población era de 124,51 hab./km². De los 287 habitantes, Kimberly estaba compuesto por el 90.59% blancos, el 5.23% eran afroamericanos, el 0.35% eran amerindios, el 1.39% eran asiáticos, el 0% eran isleños del Pacífico, el 0.35% eran de otras razas y el 2.09% pertenecían a dos o más razas. Del total de la población el 1.05% eran hispanos o latinos de cualquier raza.